# Zaragoza Challenger 1991
Lo Zaragoza Challenger 1991 è stato un torneo di tennis facente parte della categoria ATP Challenger Series nell'ambito dell'ATP Challenger Series 1991. Il torneo si è giocato a Saragozza in Spagna dal 1° al 7 aprile 1991 su campi in terra rossa.

## Vincitori

### Singolare
José Francisco Altur ha battuto in finale  Karsten Braasch con il punteggio di 5–7, 7–6, 6–4

### Doppio
Massimo Cierro /  Stefano Pescosolido hanno battuto in finale  Juan Carlos Báguena /  David de Miguel Lapiedra con il punteggio di 6–2, 6–4